# 내남초등학교
내남초등학교는 대한민국 경상북도 경주시 내남면 부지리에 있는 공립 초등학교이다. 학교 인근의 내남면 부지리 690번지는 2016년 9월 12일에 발생한 지진의 진원지이다. 내남초등학교만이 있는것이 아닌, 내남중학교 내남고등학교도 존재하였으나 저출산으로 인하여 내남중학교는 폐교되었고 내남고등학교는 삼성생활예술고등학교로 변경되었다. 흔하지 않은 과인 특성화고 인지라 먼 곳에서도 많이 입학하는 편이다. 그리고 내남에는 유치원도 있고 유치원생도 꽤 있으므로 초등학교가 사라질 위기는 아니다.

## 학교 연혁
- 1926년 7월 17일 설립인가
- 1927년 5월 6일 내남공립보통학교(4년제 2학급) 개교
- 1938년 4월 1일 내남공립심상소학교로 개칭[3]
- 1941년 4월 1일 내남공립국민학교로 개칭[4]
- 1949년 9월 16일 명계분교장 설립인가
- 1949년 10월 5일 월남, 광석, 율동분교장 설립인가
- 1981년 3월 1일 병설유치원 개원
- 1992년 3월 1일 박달국민학교 병합
- 1995년 3월 1일 노월국민학교 병합
- 1996년 3월 1일 내남초등학교로 개칭[5]
- 1997년 3월 1일 명계분교장 병합
- 1999년 3월 1일 광석분교장 병합
- 2018년 9월 1일 제25대 김진화 교장 부임
- 2019년 2월 13일 제90회 졸업 (총 졸업생 5,852명)
- 2019년 3월 1일 초등 6학급, 유치원 1학급 편성

## 학교 상징
- 교화(校花) - 개나리 : 이른 봄에 누구보다도 먼저 삼천리 금수강산을 아름다운 꽃동산으로 만들어 주는 개나리는 우리나라 고유의 꽃이요 우리 겨레와 같은 살아온 정다운 꽃이다. 샛노란 밝은 빛은 우리의 마음씨요 활짝 피는 그 힘은 내남 어린이의 기상이다. 우리는 개나리와 같이 맑고 아름답고 슬기롭게 자라 나라 빛내는 국민이 되자.
- 교목(校木) - 느티나무 : 억센 줄기는 강인한 의지를, 고루 퍼진 가지는 조화된 질서를, 단정한 잎들은 예의를 나타내며 옛날부터 마을을 지켜주는 마을나무로 널리 심어온 나무 중 하나이다.

## 참고 자료
- 내남초등학교 - 한국교육학술정보원 학교알리미